# 中信銀行（國際）

第一代中信銀行（國際）標誌（2012年11月19日-2022年12月20日期間使用）

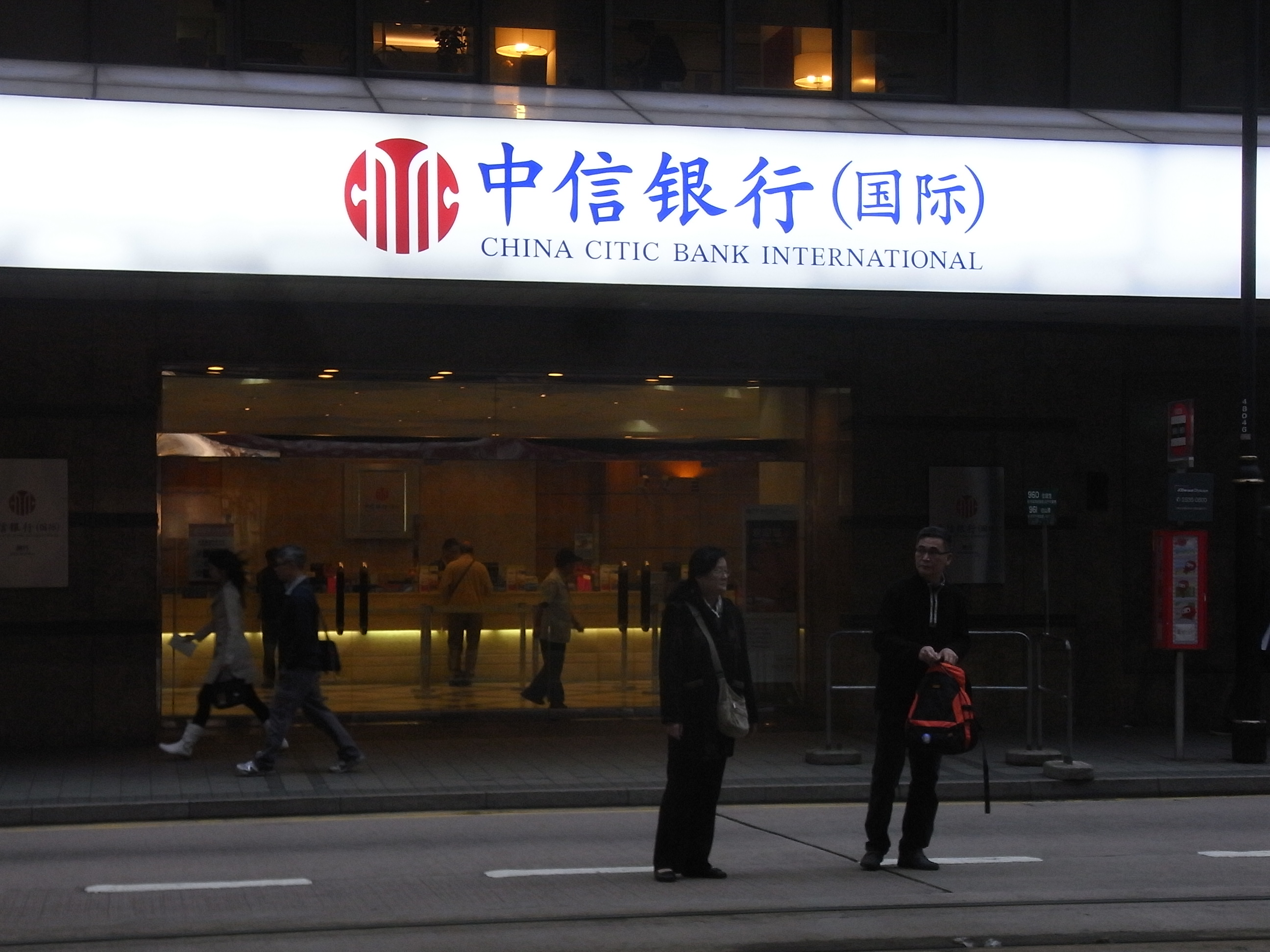
香港中信銀行（國際）上環德輔道中總行

中信銀行（國際）有限公司（簡稱信銀國際、CNCBI，前港交所上市編號：0183），是一家紥根香港的綜合性商業銀行。前身為嘉華銀行，1922年於廣州創辦，當時稱為嘉華銀號，創辦人為林子豐博士。
中信銀行股份有限公司是信銀國際的控股股東，透過全資附屬公司中信國際金融控股有限公司持有信銀國際75%股份。截至2024年12月31日，總資產為4,893.0億港元，於香港擁有23家分行及2家商務理財中心，另於北京、上海、深圳及澳門設立網點，以及於紐約、洛杉磯及新加坡設有海外分行。

## 歷史
1922年，林子豐博士於廣州創辦嘉華銀號，其後銀號改名為嘉華銀行。
1975年，劉燦松先生購入嘉華銀行控股權益，接管一切業務。1980年，劉燦松把嘉華銀行在香港上市，並多次發行新股擴充其資產規模，成為當時資產、盈利增長最快的上市銀行之一。
1986年4月21日，嘉華銀行與中信集團簽訂協議，中信集團向嘉華銀行注資3.5億港元。1998年7月30日，嘉華銀行正式改名為中信嘉華銀行。
2002年1月，中信嘉華銀行以42億港元收購香港華人銀行。
2004年至2015年間，中信嘉華銀行分別於上海、深圳、澳門及北京開設分行，2008年4月14日成立中信嘉華銀行（中國）有限公司。
2010年5月10日，中信嘉華銀行更名為中信銀行國際。
2012年11月19日，中信銀行國際繼承母行中信銀行行徽更新標識，名稱亦微調為中信銀行（國際）。
2015年，中信銀行成功向西班牙對外銀行收購中信國金29.68%權益，間接全資擁有中信銀行（國際）。
2017年，中信銀行（國際）引入5 位財務投資者以增強資本實力，為未來發展奠定良好基礎。交易完成後中信銀行繼續為本行控股股東，佔股75%，5 位財務投資者則合共佔股25%。
2022年12月，中信银行（國際）宣布換新標識，改用黑色字體，並增加標誌外圓環，以展現中信品牌統一形象。

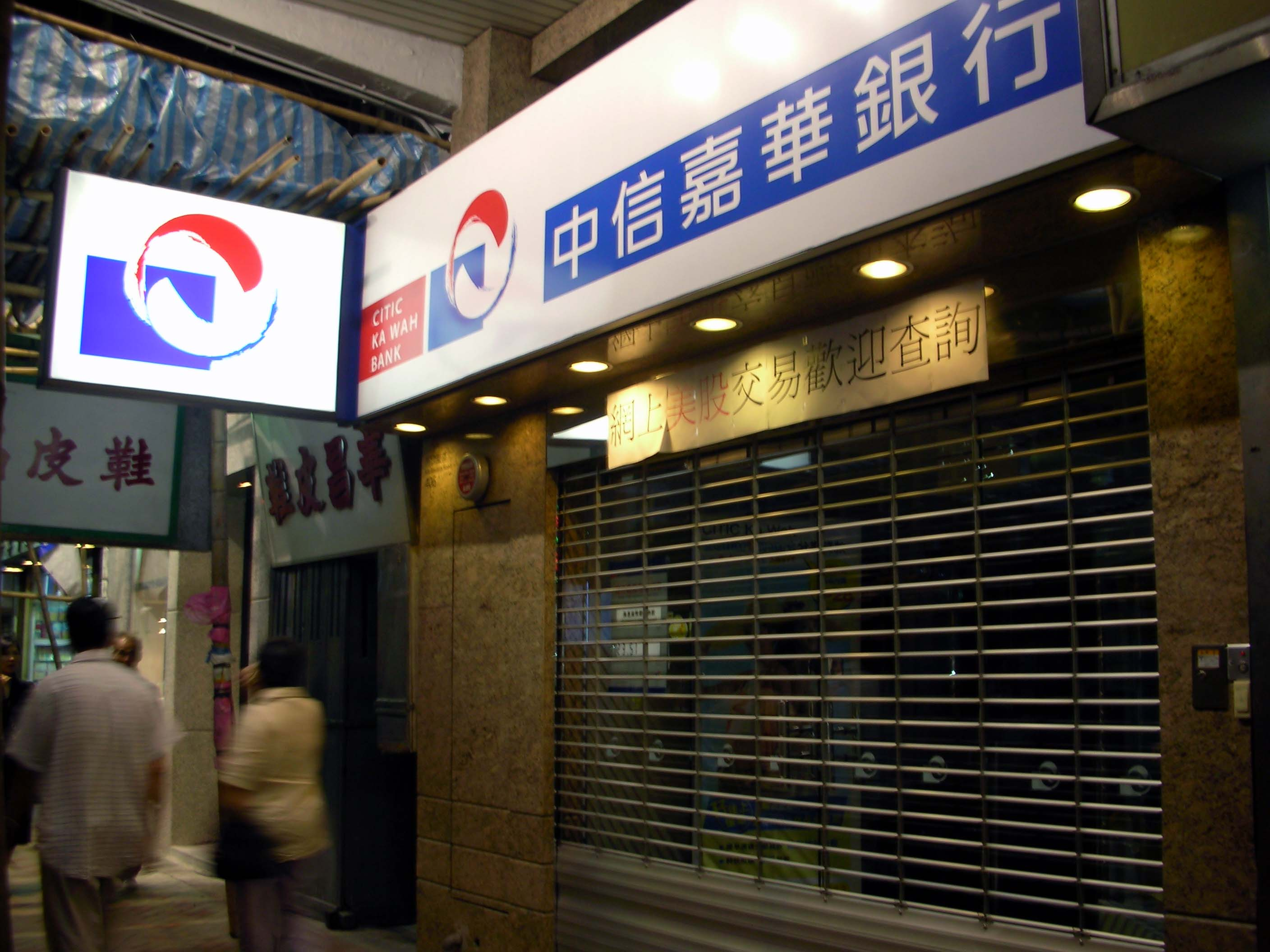
中信嘉華銀行位於土瓜灣的分行（該分行已經在2009年初和紅磡分行合併）
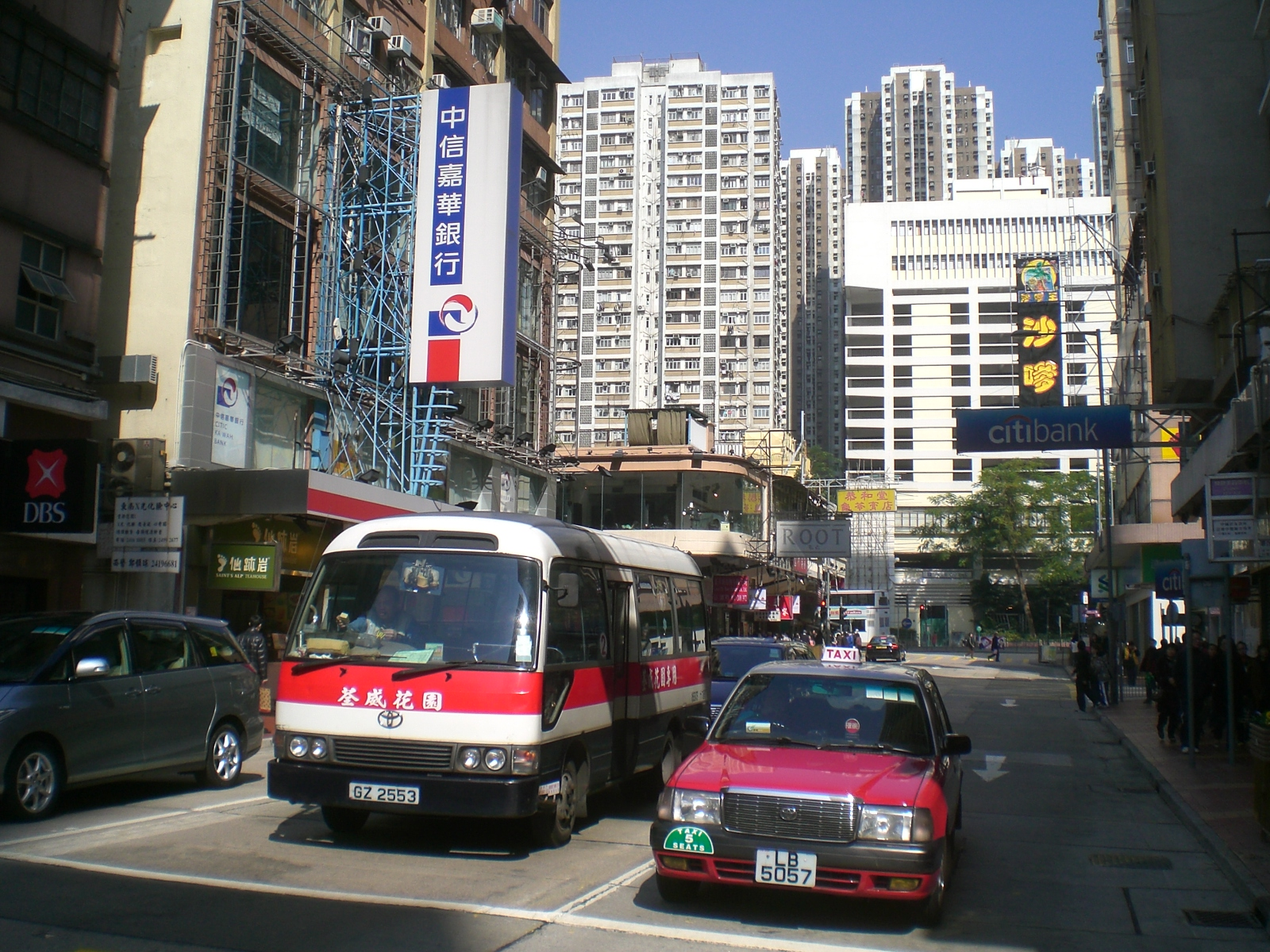
中信嘉華銀行位於荃灣的分行
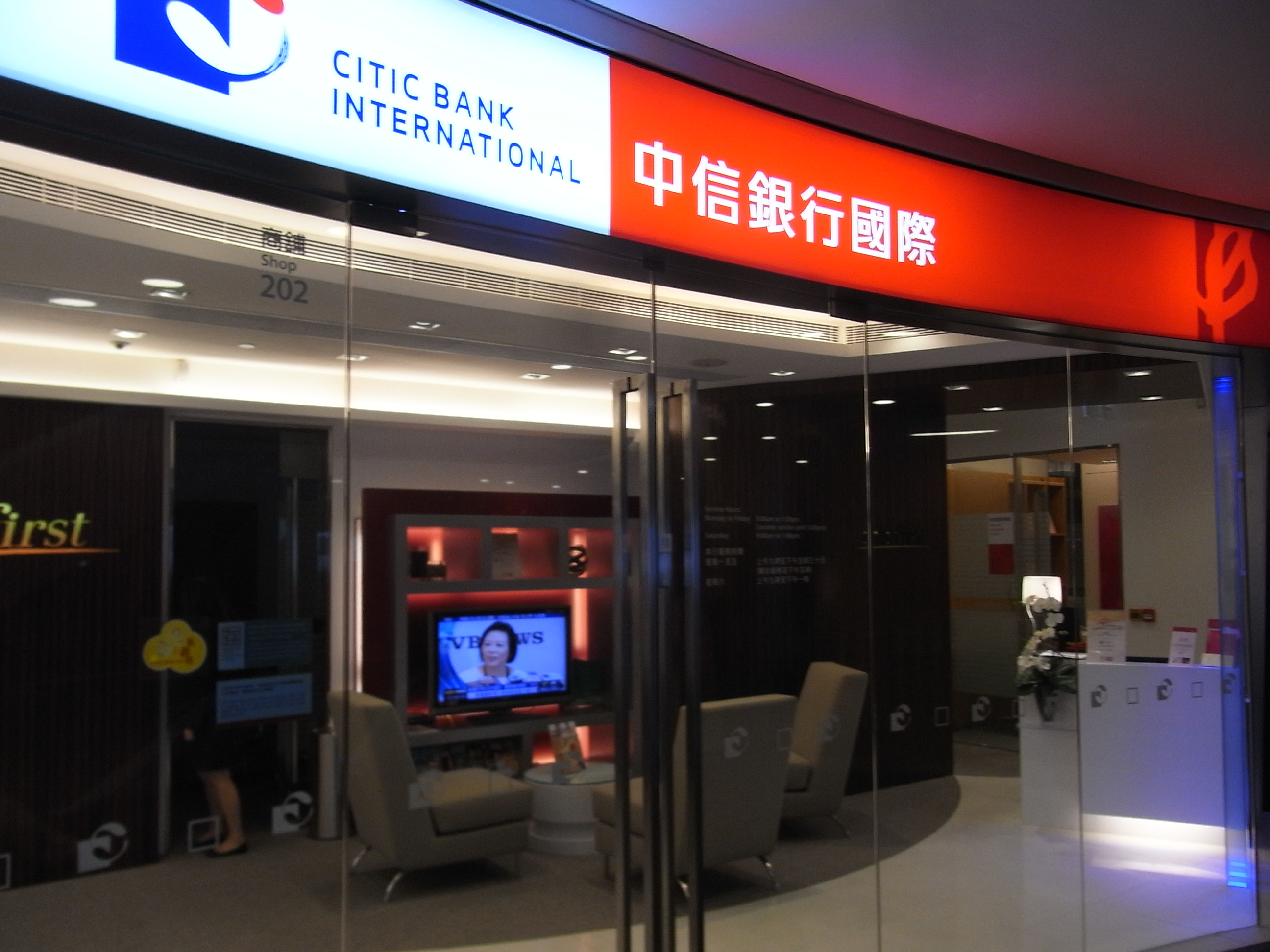
2012年位于金钟中信大厦内的信银国际支行
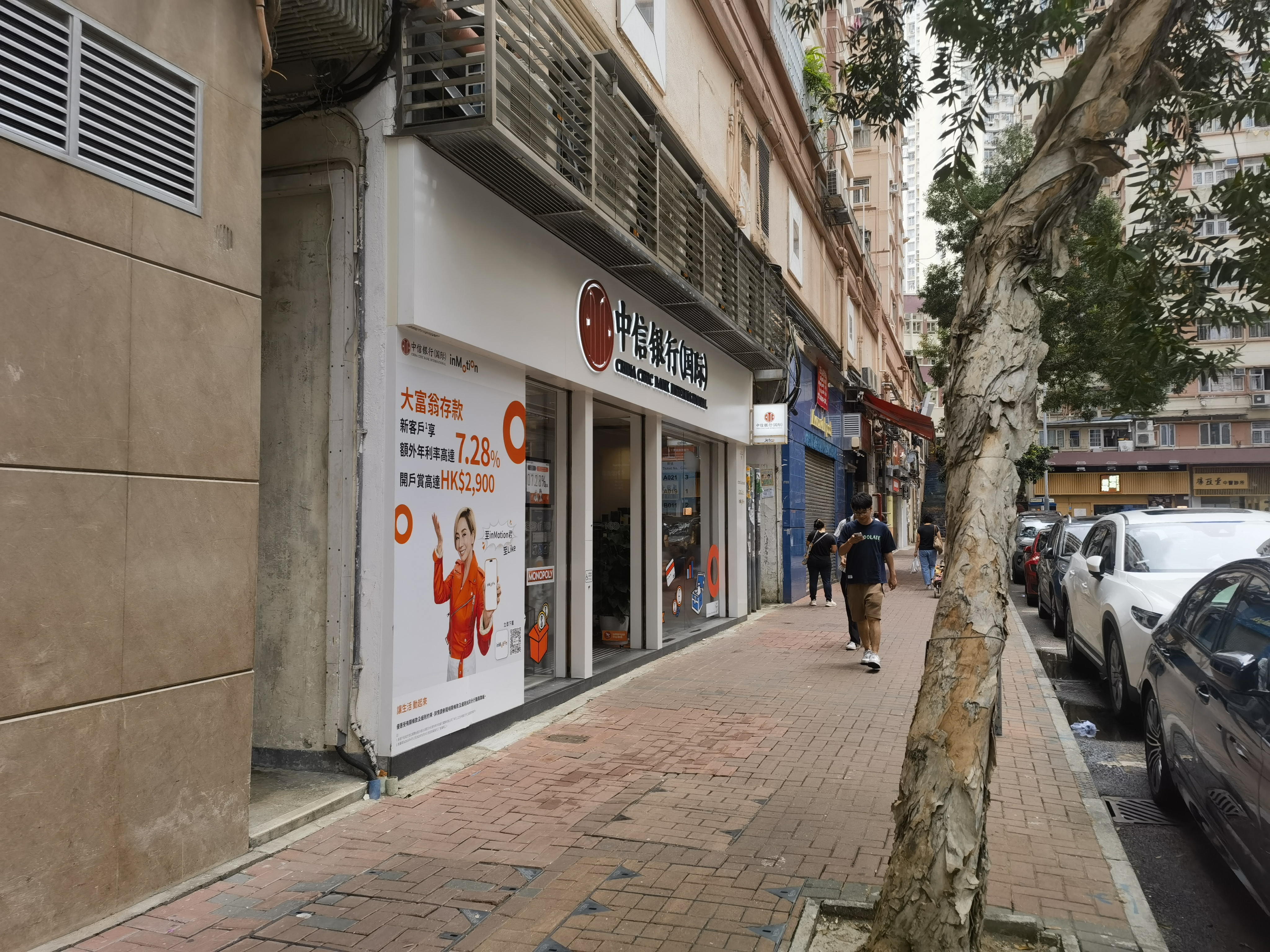
信银国际红磡分行，已更换为最新形象

## 外部連結
- 中信銀行（國際） （页面存档备份，存于）